# المجامخة (أسلم)

تعديل مصدري - تعديل

المجامخة هي إحدى قرى عزلة أسلم الوسط بمديرية أسلم التابعة لمحافظة حجة، بلغ تعداد سكانها 116 نسمة حسب تعداد اليمن لعام 2004.